# 夢見る頃を過ぎても (1994年のテレビドラマ)
『夢見る頃を過ぎても』（ゆめみるころをすぎても）は、TBS系列で1994年10月14日〜12月23日に放送されたテレビドラマ。卒業年度、社会に旅立とうとする大学生の苦悩・挫折・葛藤を描く青春群像劇である。
　

## 概要
- 秋になっても就職活動に明け暮れている女子大生。自由人な大学4年生。そんな2人が出会った時、2人のなかで何かが変わってきた。
- 放送当時は就職氷河期真っ只中の時期であり、このドラマのストーリーの柱の一つになっている。登場人物たちは当時の大学生と同様、過密スケジュールで会社を駆け回り、社会人マナーに四苦八苦し、圧迫面接･セクハラ面接に苦悩し、40〜50社も不合格通知を受け取る。そして妥協の末「行きたいところよりも入れるところ」で内定を獲得する。その過程において、登場人物の群像劇が動いていくという木下プロ作品ではお馴染みの内容である。
- 脚本の執筆にあたり、内外学生センターの求人にて、バイト求人紹介と言う形で、都内の大学生数名による意見が採用された。

## 登場人物、キャスト
- 野崎多門：保坂尚輝
洋南大学（2回目の）4年。1浪6留の25歳。北海道の酪農農家出身。自分が何に向いているのかまだわからず、卒業もしないでバイトに明け暮れている。
- 栗原明日香：葉月里緒菜
スチュワーデス志望だが、採用減のため妥協して他業界をまわっている。
- 竹本順一：原田龍二
広告業界志望。明日香と恋仲にある。将来のため妥協して不動産デベロッパーの内定をもらうが･･･。
- 村瀬隆：宮下直紀
1留。
- 米倉妙子：佐藤忍
東京のアパレル業界志望。
- 岡沢ひろみ：水野美紀
マスコミ志望だったが、妥協して他業界に内定をとる。
- 桜井由紀夫：田辺誠一
実家は造り酒屋だが、帰郷を嫌がっている。
- 大沢カレン：細川ふみえ
隆のバイト仲間。今春卒業の就職浪人。
- 木原祥子：とよた真帆
多聞所属の研究室の同級生。卒業済み。学生のままの多聞の将来を気にかけている。バブル期に就職活動をしていた世代であることから、米倉妙子らからは「バブリーOG」と陰口をたたかれている。
- 栗原芳枝：今村雅美
明日香の妹
- 佐伯助教授：柴俊夫
多聞所属の研究室の指導教授。
- 栗原祐子：山口果林
明日香の母。
- 栗原信次郎：津川雅彦
明日香の父。明日香の前に現れた多聞の存在に疑問を持つ。

## テーマ曲
- 主題歌「移動電話」井上陽水
- 挿入歌「カミナリと風」井上陽水

## スタッフ
- 脚本：寺田敏雄
- 音楽：冨田恵一
- プロデュース：飯島敏宏、森田光則
- 演出：森田光則、根本実樹、池添博、岡田寧
- 制作：木下プロダクション、TBS

## サブタイトル
1. 最後の夏、出逢い
2. 内定がとれなくて
3. 裏切り就職戦線
4. 涙のラブ・コール
5. 哀しい嘘
6. 愛と死をみつめて
7. 二人だけの夜
8. 愛が恋を引き裂く
9. 一番大切なひと
10. Xマスへ心乱れて
11. 卒業そして旅立ち

| TBS系 金曜21時枠連続ドラマ                | TBS系 金曜21時枠連続ドラマ                     | TBS系 金曜21時枠連続ドラマ               |
| 前番組                                    | 番組名                                         | 次番組                                   |
| ----------------------------------------- | ---------------------------------------------- | ---------------------------------------- |
| カミング・ホーム （1994.7.8 - 1994.9.23） | 夢見る頃を過ぎても （1994.10.14 - 1994.12.23） | 部屋においでよ （1995.1.13 - 1995.3.24） |